# Вейд, Роберт
Роберт Грэм Вейд (англ. Robert Graham Wade, 10 апреля 1921, Данидин — 29 ноября 2008, Лондон) — английский, ранее новозеландский, шахматист, международный мастер (1950), арбитр (1958). Шахматный литератор.
С 1946 жил в Англии. Чемпион Новой Зеландии (1944, 1945) и Англии (1952, 1970). В составе команды Англии участник 6 олимпиад (1954—1962, 1972); в 1970 выступал за команду Новой Зеландии. Участник матча СССР — Англия (1954; 3-я доска). В 1950 сыграл вничью матч с Л. Шмидом — 5 : 5. Лучшие результаты в международных
турнирах: Венеция (1950) — 5-7-е; Богнор-Риджис (1957 и 1958) — 2-5-е и 1-3-е; Сьенфуэгос (мемориал Капабланки, 1975) — 5-е места.